# Имхотеп
Имхоте́п (егип. jj-m-ḥtp «Пришедший в умиротворении»; др.-греч. Ἰμούθης) — древнеегипетский мудрец, архитектор, астролог периода Древнего царства, визирь (чати) Джосера (первого фараона III династии (2630—2611 годы до н. э.)); позднее стал почитаться в Древнем Египте как бог медицины. Имхотеп считается строителем 6-ступенчатой пирамиды Джосера (первого большого каменного сооружения в истории) в Саккарском некрополе, рядом с Мемфисом.
С Нового царства Имхотеп начал почитаться покровителем писцов, олицетворяя мудрость и образование, сыном Птаха. С Позднего периода Имхотеп был обожествлён, став местным божеством Мемфиса, где его почитали как врача и целителя. В эллинистическом Египте греки ассоциировали Имхотепа с Асклепием и продолжили возведение храмов в его честь. Популярность Имхотепа оставалась высокой вплоть до арабского вторжения в Северную Африку в VII веке.

## Биография
Высокое положение Имхотепа при дворе царя описано на основании статуи Джосера, которая находится в Каирском музее (JE 49889), где после титулов и имён фараона следуют титулы его первого советника: «казначей царя Нижнего Египта, тот, кто подле царя, правитель большого двора (главный жрец Гелиополя), Имхотеп, начальник строителей, ваятель каменных ваз». О его происхождении известно мало, но, судя по эпиграфическим данным архитектора Хнумибра из Вади-Хаммамат (между 495 и 491 годами до н. э.), в которых Имхотеп назван сыном «Канефера, начальника работ Верхнего и Нижнего Египта», он был выходцем из жреческого или чиновничьего рода. 
Мать: Херду-анх 
Супруга: Неферт-ренпет

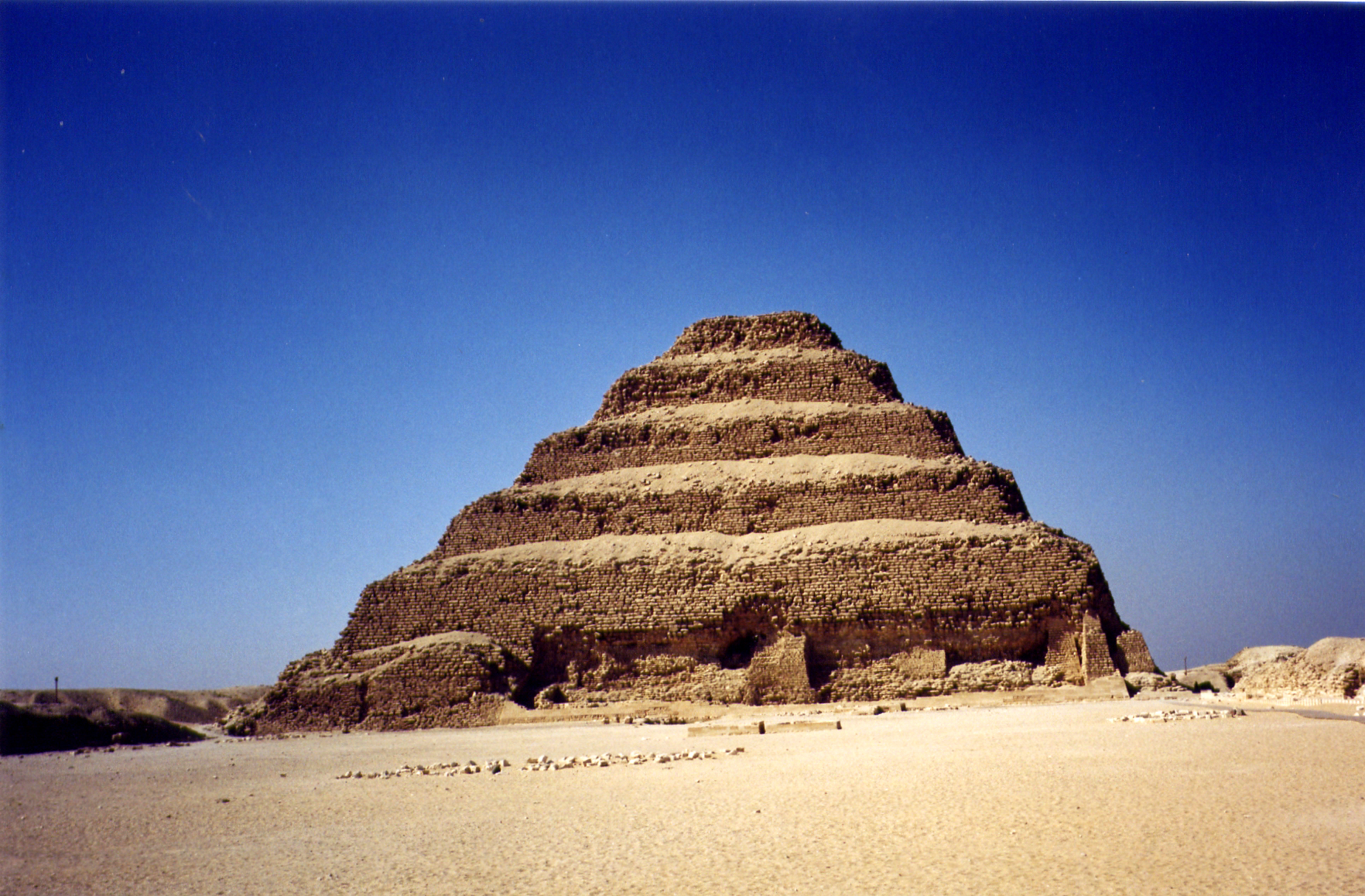
Пирамида Джосера в наше время

Имхотеп спроектировал первую ступенчатую пирамиду в Саккаре близ Мемфиса — усыпальницу Джосера, а также комплекс архитектурных сооружений, окружающих пирамиду. Имхотеп считается изобретателем пирамидальной архитектурной формы: он предложил надстроить над каменной мастабой (прямоугольной усыпальницей) фараона ещё три мастабы размером поменьше, превратив мастабу в четырёхступенчатую пирамиду (в дальнейшем количество ступеней пирамиды было увеличено до шести, и она достигла 61 м в высоту). Таким образом, Имхотеп выступает в качестве основоположника архитектурной традиции всего Древнего царства, строившейся на использовании пирамидальной формы в проектировании царских захоронений. Кроме того, есть основания считать Имхотепа также изобретателем колонны в зодчестве.

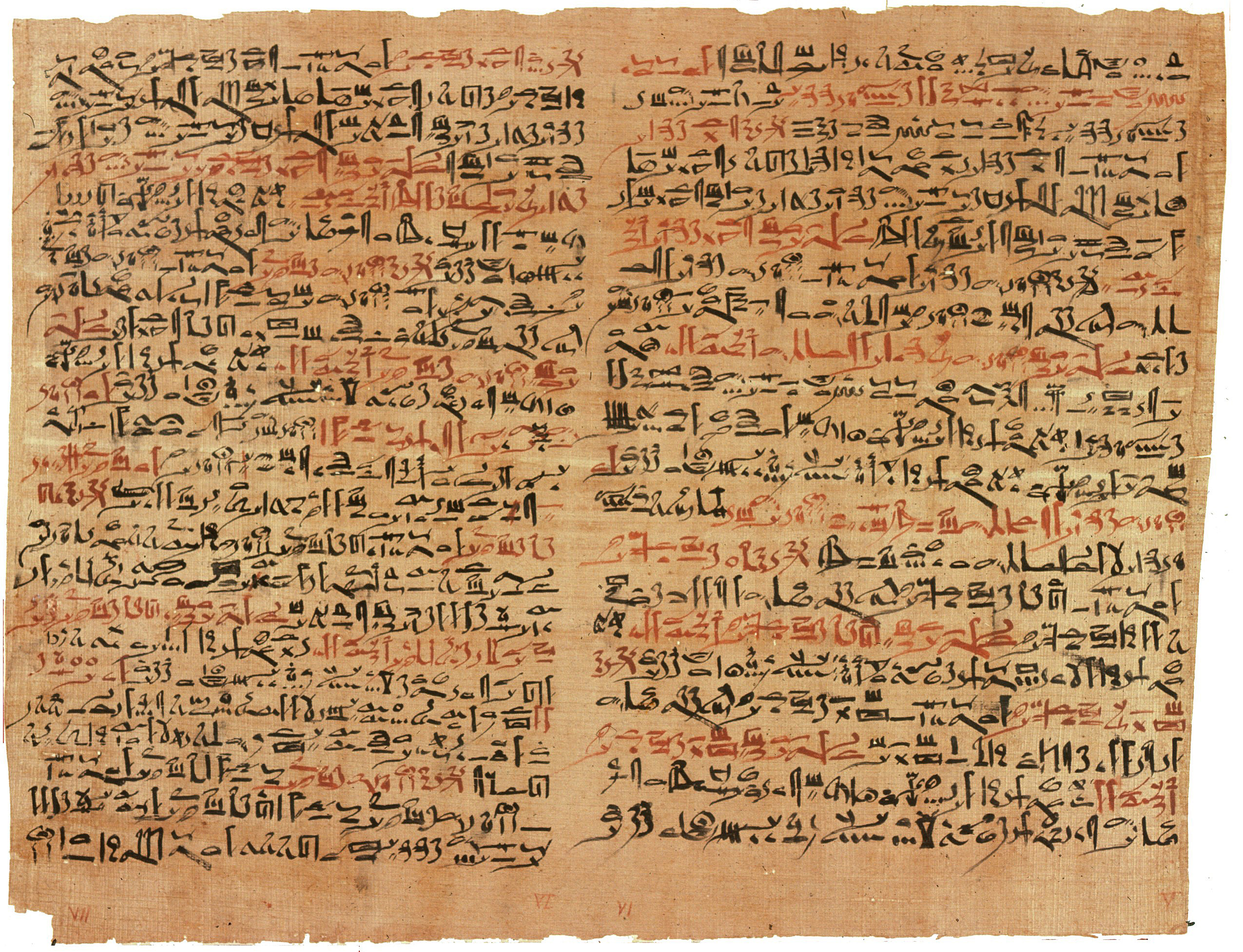
Фрагменты из папируса Эдвина Смита. Нью-Йоркская академия медицины

Имхотеп пережил Джосера. На северной стене, окружающей комплекс недостроенной пирамиды преемника Джосера Сехемхета, было обнаружено имя Имхотепа, что делает возможным его участие в строительстве и этой гробницы. Обычно его также считают творцом храма в Эдфу.
Имхотепу приписывается также основание египетской медицины. В частности, он считался автором «папируса Эдвина Смита» — фундаментального медицинского исследования, которое, хоть и относится к 1700—1550 до н. э., но основано на материалах, известных с Древнего или даже Раннего царства. В этом папирусе впервые определяются реальные причины многих болезней. В частности, рассматриваются 48 травматических случаев, каждый с описанием физического обследования, лечения и прогноза. Известный канадский практикующий медик XIX века Уильям Ослер назвал Имхотепа отцом медицины и «первым медиком, чья личность выступает из тумана древности».
Имхотеп считается автором первого литературного поучения, известного как «Поучения Имхотепа». Поскольку это произведение не сохранилось до нашего времени, первым известным нам образцом подобной литературы считается «Поучение Птаххотепа», написанное от имени визиря фараона Джедкара Исеси (2414—2375 до н. э.) из V династии.

## Апофеоз
Авторитет Имхотепа в последующие периоды египетской истории был столь велик, что он считался величайшим мудрецом всех времён, обладавшим волшебной силой. Первые признаки почитания Имхотепа как полубога встречаются уже через столетие после его смерти. В эпоху Нового царства оформилось обожествление Имхотепа в качестве бога врачевания и покровителя целителей. Кроме того, он, наряду с Тотом, слыл божественным покровителем писцов и их ремесла. Американский египтолог Джеймс Генри Брэстед писал: «В жреческой мудрости, в сложении мудрых пословиц, в медицине и архитектуре этот замечательный человек эпохи Джосера стал настолько широко известен, что его имя никогда не было забыто. Он сделался вдохновителем писцов будущих поколений. Прежде чем приступить к работе, писцы лили на пол воду из сосуда» (выказывая таким образом своё почтение Имхотепу).
В египетской мифологии Имхотеп считался сыном мемфисского бога-творца Птаха (и чаще всего, богини-львицы Сехмет). Он изображался в виде юноши, сидящего с развернутым папирусом. Иногда он также выступал в роли бога воздуха Шу, отделяющего небо (богиня Нут) от земли (бог Геб), и в таком качестве предотвращал наступление хаоса. Будучи также покровителем искусств, он был связан с Хатхор, Маат и другим визирем и архитектором, позже обожествлённым, — Аменхотепом, сыном Хапу, жившим во времена фараона XVIII династии Нового царства Аменхотепа III.
Паломники посещали Саккара, отдавая дань как гробнице Имхотепа, так и захоронениям мумий ибисов — птицы, которая ассоциировалась как с Имхотепом, так и с Тотом (как богом мудрости, письма и науки). Мумии ибисов тысячами хоронили в некрополе для животных на северо-востоке от комплекса ступенчатой пирамиды. Другие культовые центры Имхотепа находились в Карнакском храме в Фивах (где его почитали вместе с Аменхотепом, сыном Хапу) и в святилище на верхней террасе храма женщины-фараона Хатшепсут в Дейр-эль-Бахри, а в позднейшее время — в птолемеевском храме Хатхор в Дейр-эль-Медине. В Оксиринхском папирусе № 1381 (II век н. э., время римского императора Антонина) неизвестный автор сообщает, как во сне к нему явился сам бог врачевания Имхотеп и стал упрекать его в том, что он не сдержал своего обета перевести на греческий язык египетский текст. Проснувшись, автор понял, что он болен из-за нарушения своего обета, приступил к его выполнению и выздоровел.

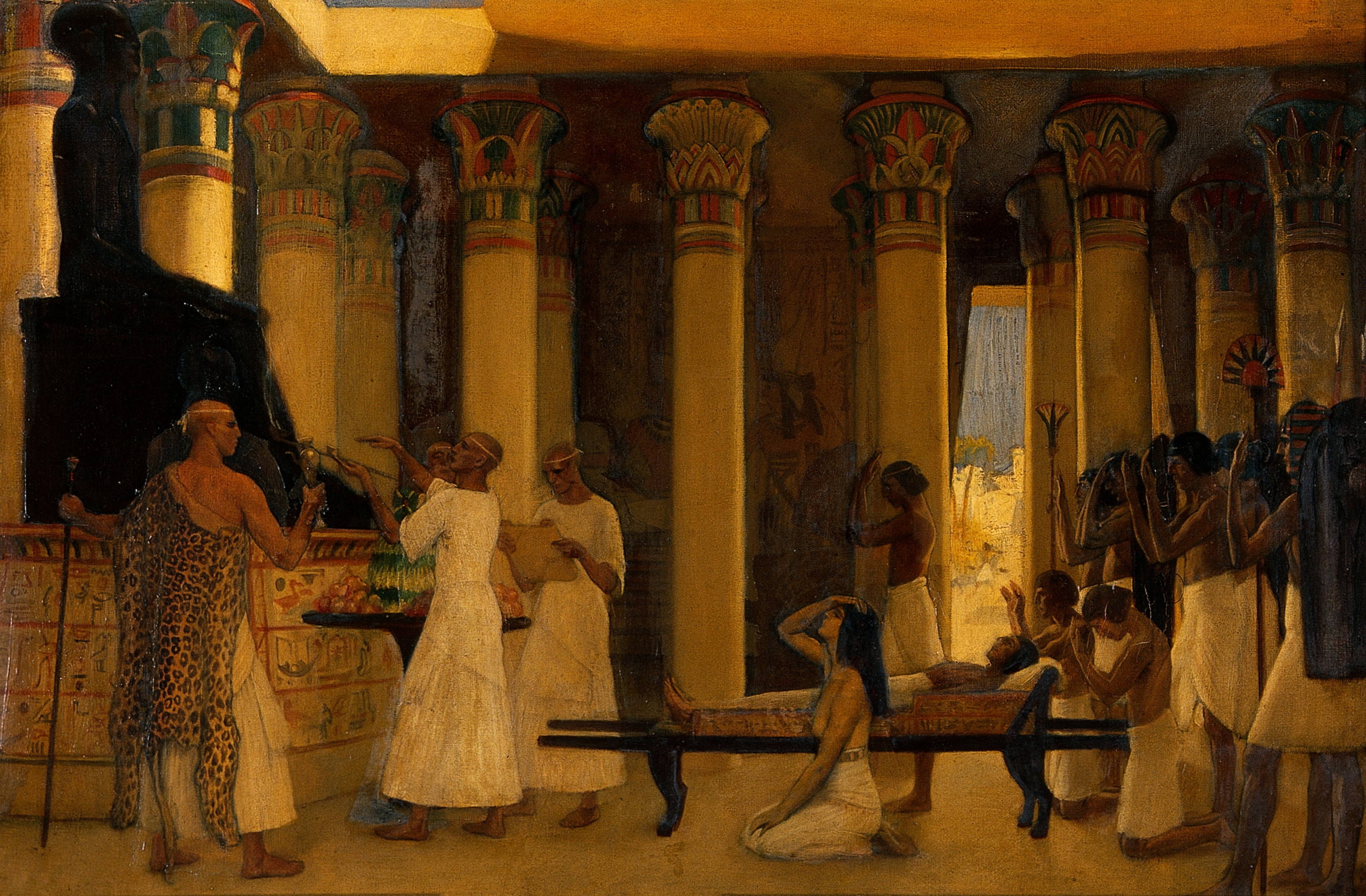
Эрнест Борд (1877—1934) Призвание Имхотепа, бога врачевания

Позднейшая греческая традиция (начиная с V века до н. э.) отождествляла бога Имхотепа с Асклепием. С последним отождествляется созвездие Змееносца, и таким образом, Имхотеп является единственной реальной личностью, «ставшей» созвездием. Культ Имхотепа достиг своего апогея в греко-римский период, когда его храмы в Мемфисе и Филах на Ниле были заполнены толпами немощных и больных, стремившихся добиться исцеления, оставаясь на ночь в святилище. Имхотепа помнили и как историческое лицо — эллинистический египетский историк Манефон писал, что Имутес (Имхотеп) «благодаря своим необычайным медицинским навыкам имел репутацию греческого Асклепия и который также был изобретателем искусства возведения сооружения из тесаного камня».
Некоторые египтологи[какие?] приравнивали Имхотепа к Иосифу из Библии, основываясь на том, что он был первым лицом после фараона Джосера и в это время в Египте, судя по сохранившимся источникам, была семилетняя засуха. Это подтверждает Стела голода.
На 18-м году царствования Джосера, когда правителем Юга был некий князь по имени Медир, в Египте случился страшный голод. Князь получил от фараона письмо следующего содержания:
«Сообщаю тебе о скорби, поразившей меня на моём великом троне, и о том, как болит моё сердце из-за ужасного бедствия, что случилось, ибо Нил не поднимается [достаточно] в течение семи лет. Зерна не хватает, нет овощей, нет никакой пищи, каждый крадёт у своего соседа. Когда люди желают пойти, у них нет сил двигаться. Ребёнок плачет, юноша еле шевелит ногами. Сердца стариков разбиты отчаянием, их ноги подводят их, они падают на землю, руки их сжимают животы. Мои советники не могут дать совет. Когда амбары открываются, из них выходит только воздух. Всё разрушено».

## Гробница Имхотепа
Некогда почитаемая гробница Имхотепа до сих пор так и не идентифицирована. Уолтер Эмери возобновил раскопки на раннем династическом некрополе в 1964 году после пробела длительностью почти девять лет. Он направил своё внимание к западной части места, где все ещё надеялся определить местонахождение Асклипиона, и связей с гробницей Имхотепа. Эмери раскопал несколько мастаб III династии, которые лежали под слоями Позднего периода, и это дало ему надежду, что гробница Имхотепа находится поблизости.
Но работы Эмери этих лет никогда не издавались и оставались лишь предварительными докладами. Что на самом деле было обнаружено в эти сезоны раскопок—так и осталось неизвестно.

## Версия о соответствии Имхотепа библейскому Иосифу
В библеистике обсуждается версия о соответствии Имхотепа библейскому патриарху Иосифу . Интернет-проект «Новейшие Библейские Археологические Открытия» предложил так же версию о функциональном назначении комплекса при Ступенчатой пирамиде Джосера. В рамках этой версии сооружения в Саккаре — громадные зернохранилища, находились в ведении Иосифа, который и был Имхотепом, и помогли избавить Египет от голода во время неурожайного семилетия.

## Имхотеп в современной культуре
- В честь Имхотепа назван кратер на Меркурии и астероид (1813) Имхотеп.
- Имя «Имхотеп» носит герой детективного романа Агаты Кристи «Смерть приходит в конце». Это единственное произведение Кристи, события которого происходят не в XIX—XX веках.
- Сёко Асахара, глава Аум Сенрикё, объявил себя реинкарнацией Имхотепа[8].

### Кинематограф
- Имя Имхотепа было использовано в фантастическом фильме Карла Фройнда «Мумия» (Mummy, 1932)[9], где роль одноимённого персонажа исполнил Борис Карлофф. Восставший из мёртвых жрец с таким же именем фигурирует и в ремейках этого фильма, в том числе в фильме Стивена Соммерса «Мумия» (1999), а также его продолжении «Мумия возвращается» (The Mummy Returns, 2001)[10], где был сыгран Арнольдом Вослу, однако в них вымышленный персонаж, носящий имя Имхотеп, не имеет ничего общего со своим реально существовавшим тёзкой.
- 2002 — «Астерикс и Обеликс: Миссия „Клеопатра“» (Astérix & Obélix: Mission Cléopâtre). Пародийное упоминание — имя используется в качестве «древнеегипетского междометия» и как название коктейля, который заказывают антагонисты Амонбофис и Некуксис.
- 2002 — именем «Имхотеп» назван второстепенный гоа’улд в научно-фантастическом сериале «Звёздные врата: SG-1» (серия «Воин»), который назван строителем пирамид в Гизе, предназначавшихся для посадки гоа’улдских космических кораблей Ха’так.

### Видеоигры
- 1985 — «Имхотеп[англ.]» о строительстве пирамид;
- 2005 — Имхотеп фигурирует в компьютерной игре «Цивилизация IV»;
- 2006 — В игре «Titan Quest» и более поздней её вариации Titan Quest: Immortal Throne, присутствует Имхотеп, как один из важных персонажей, дающий задания главному герою.